# عصابة صن جيم
عصابة صن جيم هي عصابة سابقة كانت نشطة في ميامي، فلوريدا، خلال منتصف التسعينات وكانت مسؤولة عن مقتل فرانك غريغا وكريستينا فورتون إلى جانب اختطاف وابتزاز مارك شيلر. كانت العصابة تتكون في الغالب من لاعبي كمال الأجسام الذين يترددون على صالة الرياضية في ميامي ليكس، فلوريدا. بما في ذلك دانيال لوغو وأدريان دوربال. نشر بيت كولينز سلسلة من ثلاثة أجزاء في جريدة ميامي نيو تايمز، وذلك بين عامي 1999 و2000. تؤرخ قصص العصابة ونشأتها، بعنوان «ألم وربح» والتي اقتبس منها فيلم ألم وربح (فيلم) سنة 2013. ومخرجه مايكل باي.